# Prionota seguyi
Prionota seguyi är en tvåvingeart som beskrevs av Alexander 1923. Prionota seguyi ingår i släktet Prionota och familjen storharkrankar. Inga underarter finns listade i Catalogue of Life.